# Pál Teleki
Hrabě Pál János Ede Teleki de Szék (1. listopadu 1879 Budapešť – 3. dubna 1941 Budapešť) byl maďarský politik, který v letech 1920–1921 a 1939–1941 působil jako předseda vlády Maďarského království. Byl také známým odborníkem na geografii, univerzitním profesorem, členem Maďarské akademie věd a předsedou Maďarské skautské asociace. Pocházel z aristokratické rodiny Telekiů z Alsóteleku v Transylvánii.

Je kontroverzní osobností maďarských dějin, protože jako předseda vlády se snažil zachovat maďarskou autonomii za obtížných politických okolností, ale také navrhoval a přijímal ostře protižidovské zákony. Zastřelil se poté, co nedokázal ve vládě prosadit dodržení mírových smluv a zachování neutrality Maďarska, jež se pak připojilo k Hitlerovi a spolu s ním zaútočilo na Jugoslávii.

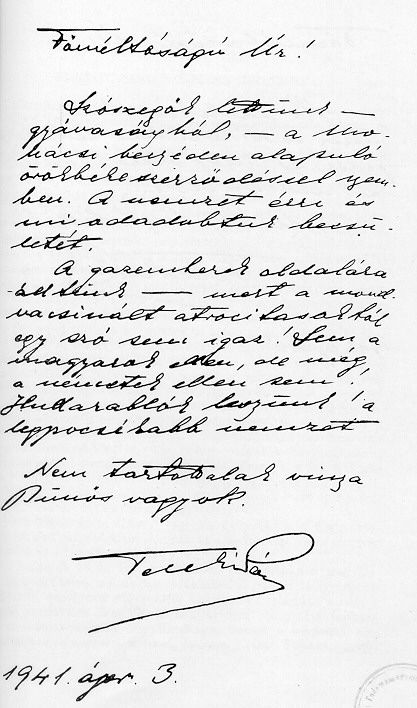
Dopis na rozloučenou
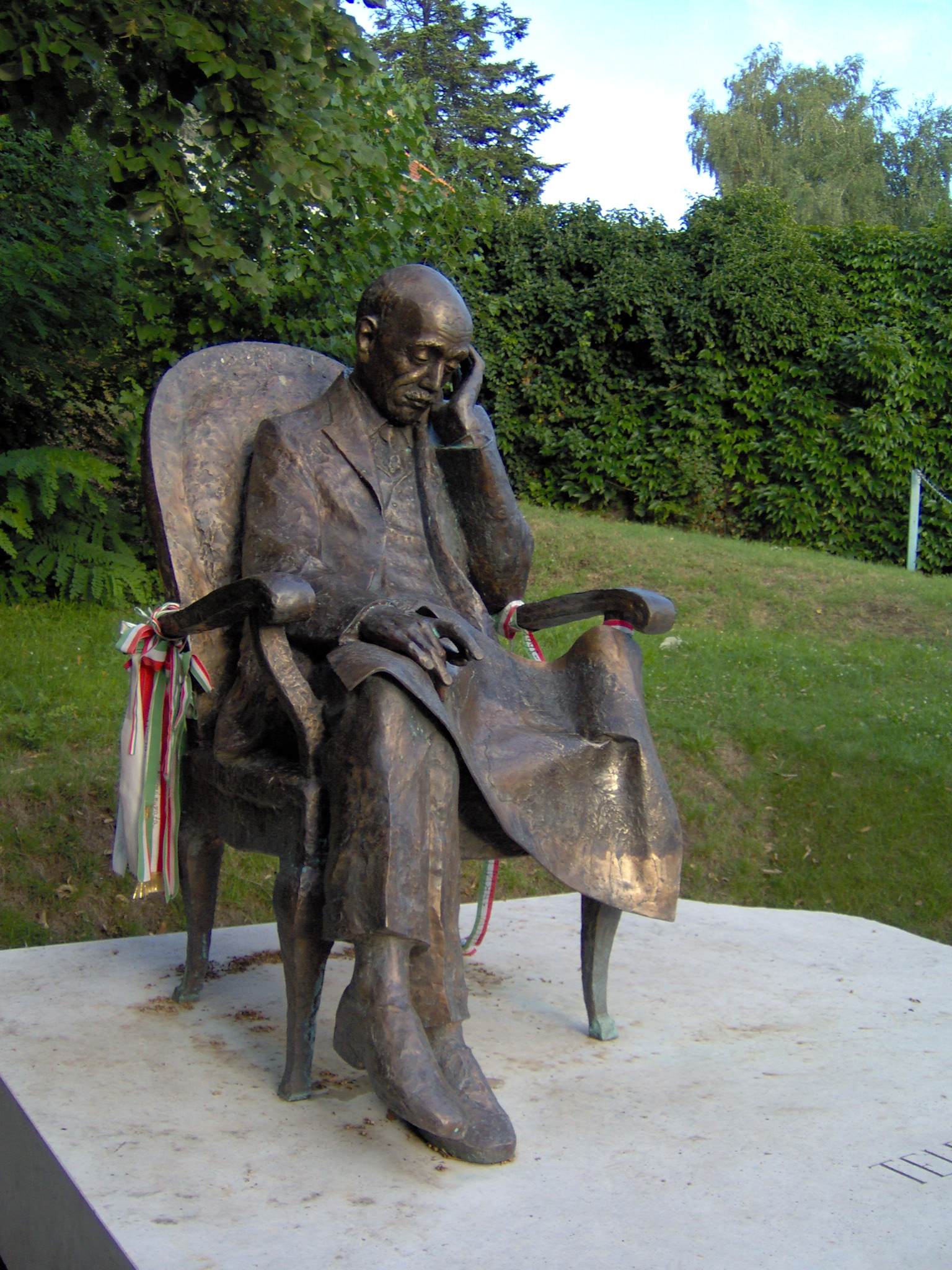
Socha Pála Telekiho v Balatonbogláru